# محمد تورومانوفيتش
محمد تورومانوفيتش مواليد 9 أبريل 1984 في جمهورية البوسنة والهرسك الاشتراكية، جمهورية يوغوسلافيا الاشتراكية الاتحادية، هو لاعب كرة يد بوسني. يلعب حاليا مع نادي كريتاي لكرة اليد ويحمل الرقم 20. مثل منتخب البوسنة والهرسك لكرة اليد.

## سجل المنافسة
شارك في البطولات التالية:
- بطولة العالم لكرة اليد للرجال 2015

## روابط خارجية
- محمد تورومانوفيتش على موقع الاتحاد الأوروبي لكرة اليد (الإنجليزية)
- محمد تورومانوفيتش على موقع الاتحاد الفرنسي لكرة اليد (الفرنسية)